# Route nationale 700
La route nationale 700 ou RN 700 était une route nationale française reliant Pons à Archiac. À la suite de la réforme de 1972, elle a été déclassée en RD 700.

## Ancien tracé de Pons à Archiac (D 700)
- Pons
- Échebrune
- Archiac